# 九龍巴士8號線
九龍巴士8號線是香港九龍市區的一條日間巴士路線，來往尖沙咀碼頭及九龍站。途經尖沙咀東、紅磡、何文田及油麻地等地。
本線兩邊總站均在油尖旺區，但途經九龍城區紅磡及何文田多個住宅區，十分繞路。實際上本線服務對象主要為何文田一帶的居民前往油尖旺區及紅磡，如要乘搭直接來往尖沙咀及九龍站的交通工具，可以步行前往，亦可乘坐九龍區專線小巴77M線、九巴215X、281A或296D線，亦可由九龍站步行至柯士甸站一帶乘車直接往來尖沙咀。
亞洲電視曾於2002年製作一套名為《8號巴士站站情》（原名《八號巴士》）的電視劇，以此路線作為故事背景。

## 歷史
1932年5月，香港政府重整香港公共交通服務，批出兩個巴士服務專利權，其中的九龍及新界路線，由九巴取得專利權。當時標書上九龍及新界路線中的8號線，是來往油麻地碼頭與九龍塘之間。不過該路線於六七暴動後被九龍巴士7號線取代。
後來，為配合何文田愛民邨落成，九巴於1974年8月16日營辦往來紅磡碼頭和愛民邨的8號線。自此，九龍巴士8號線便一直為愛民邨，以至何文田一帶的居民提供服務。
1975年11月30日，由紅磡碼頭延長至紅磡火車站，以便配合紅磡火車站啟用。1976年7月1日，總站又遷往尖沙咀天星碼頭，該總站一直沿用至今。
1983年9月28日，與來往佐敦道碼頭與愛民邨的20號線合併，由愛民邨總站延伸到佐敦道碼頭。
佐敦道碼頭於1998年停止運作（後填海成為廣深港高鐵西九龍站和屯馬綫柯士甸站），而機場快綫和東涌綫設在西九龍新填海區的九龍站於同年啟用，因此九巴8號線的總站於1999年2月28日，從佐敦道碼頭遷往九龍站。
2015年6月27日：增設到站時間預報。
2017年7月9日，何文田邨公共運輸交匯處「何文田巴士總站」分站由原有的遷往常富街西行近皓畋的何文田巴士總站；特別班次終點站亦遷往該處以配合原有總站停用。
2021年10月18日：往尖沙咀方向增設雅翔道「雅翔道 （環球貿易廣場）」站。

## 服務時間及班次
| 尖沙咀碼頭開     | 尖沙咀碼頭開 | 尖沙咀碼頭開 | 九龍站開         | 九龍站開    | 九龍站開     |
| 日期             | 服務時間     | 班次（分鐘） | 日期             | 服務時間    | 班次（分鐘） |
| ---------------- | ------------ | ------------ | ---------------- | ----------- | ------------ |
| 星期一至五       | 06:10-07:00  | 25           | 星期一至五       | 05:30-07:30 | 20           |
| 星期一至五       | 07:00-09:00  | 20           | 星期一至五       | 07:30-07:45 | 15           |
| 星期一至五       | 09:00-15:40  | 25           | 星期一至五       | 07:45-08:45 | 20           |
| 星期一至五       | 15:40-20:00  | 20           | 星期一至五       | 08:45-10:00 | 25           |
| 星期一至五       | 20:00-00:30  | 30           | 星期一至五       | 10:00-15:00 | 30           |
|                  |              |              | 星期一至五       | 15:25       |              |
| 15:45-19:45      | 20           |              | 星期一至五       |             |              |
| 20:05            |              |              | 星期一至五       |             |              |
| 20:30-00:30      | 30           |              | 星期一至五       |             |              |
| 星期六           | 06:10-08:15  | 25           | 星期六           | 05:30-07:35 | 25           |
| 星期六           | 08:15-11:35  | 20           | 星期六           | 07:35-23:15 | 20           |
| 星期六           | 11:35-13:15  | 25           | 星期六           | 23:15-00:30 | 25           |
| 星期六           | 13:15-15:55  | 20           |                  |             |              |
| 星期六           | 16:20        |              |                  |             |              |
| 星期六           | 16:45-20:45  | 20           |                  |             |              |
| 星期六           | 20:45-00:30  | 25           |                  |             |              |
| 星期日及公眾假期 | 06:10-09:30  | 25           | 星期日及公眾假期 | 05:30-08:00 | 25           |
| 星期日及公眾假期 | 09:30-21:10  | 20           | 星期日及公眾假期 | 08:00-16:20 | 20           |
| 星期日及公眾假期 | 21:10-00:30  | 25           | 星期日及公眾假期 | 16:40       | 16:40        |
|                  |              |              | 星期日及公眾假期 | 16:55-23:15 | 20           |
| 23:15-00:30      | 25           |              | 星期日及公眾假期 |             |              |

## 收費
全程：$5.6
| - 本線設有12歲以下小童及65歲或以上長者半價優惠。 - 65歲或以上香港居民使用「樂悠咭」，以及12歲以下合資格殘疾兒童使用「殘疾人士身份」個人八達通繳付車資，均可享有每程$2.0或半價（以較低者為準）的票價優惠；12至64歲合資格殘疾人士使用「殘疾人士身份」個人八達通（包括「樂悠咭」），以及60至64歲香港居民使用「樂悠咭」繳付車資，均可享有每程$2.0或全費（以較低者為準）的票價優惠。 - 65歲或以上長者如使用長者或一般個人八達通繳付車資，則只可享有半價優惠；12至64歲合資格殘疾人士如不使用「殘疾人士身份」個人八達通，以及60至64歲人士如不使用「樂悠咭」繳付車資，必須繳付全費。 - 乘客可以現金或八達通於上車時付款，不設找續。 - 每位成人乘客可免費攜帶最多兩名4歲以下而不佔座位的兒童乘客乘車，超額之4歲以下小童必須繳付小童車費乘車。 - 持有「九巴月票」之乘客在車票有效期內，每日可享最多10程任何九龍巴士及龍運巴士路線（包括本路線，以及聯營路線的九龍巴士／龍運巴士提供的班次；惟乘搭機場「A」及「NA」線則可享原價二七折優惠（不會計算每天10次合資格車程））；而B1線則每日可享最多各2程（不會計算每天10次合資格車程）。 - 九龍巴士、城巴、龍運巴士及陽光巴士全職員工及家屬（不包括外判職員）可免費乘搭本路線，惟必須拍職員或職員家屬八達通。 - 乘客亦可透過多元化電子支付系統（e度嘟）繳付車資，包括使用非接觸式VISA卡、JCB卡、萬事達卡、銀聯卡、美國運通、大來國際、Discover Card、Apple Pay、Google Pay、Samsung Pay、AlipayHK「易乘碼」、支付寶、WeChatHK／微信支付「搭車碼」、銀聯雲閃付「乘車碼」及BOC Pay「乘車碼」。乘客使用此付款方式，使用此支付方式的乘客可享有中途下車之分段收費，以及與其他九巴／龍運獨營路線或聯營線九巴／龍運班次之轉乘優惠，惟不適用於與非九巴／龍運路線之轉乘優惠，亦不能享有「公共交通費用補貼計劃」及「長者及合資格殘疾人士公共交通票價優惠計劃」。 |

### 八達通轉乘優惠
8↔68X/69X/268X，在150分鐘內轉乘下列組合，可獲$4.2折扣優惠。
- 8往九龍站/尖沙咀 → 68X/69X/268X往新界西
- 68X/69X/268X往市區 → 8往九龍站/尖沙咀

8↔268B/269B/241X/45，在150分鐘內轉乘以下組合可獲$5.6折扣優惠。
- 8往尖沙咀 → 241X/45往九龍城碼頭
- 241X/268B/269B/45往青衣/紅磡/葵涌 → 8往九龍站

8↔296D，轉乘下列組合可獲兩程合共$10.0優惠。
- 8往九龍站 → 296D往九龍站，須在120分鐘內轉乘。
- 296D往尚德 → 8往尖沙咀，須在60分鐘內轉乘。

## 使用車輛
現時本線使用6輛富豪B9TL 12米（AVBWU）
| 車隊編號 | 車牌   |
| -------- | ------ |
| AVBWU10  | PH5408 |
| AVBWU44  | PK3069 |
| AVBWU174 | PY3720 |
| AVBWU176 | PY4036 |
| AVBWU182 | PY4859 |
| AVBWU191 | PY7519 |

## 行車路線
尖沙咀碼頭開經：梳士巴利道、漆咸道南、暢運道、安運道、暢運道、機利士南路、蕪湖街、馬頭圍道、佛光街、忠孝街、佛光街、常富街、何文田邨公共運輸交匯處、常富街、佛光街、培正道、窩打老道、彌敦道、佐敦道、雅翔道、迴旋處、雅翔道及車站環迴路。
九龍站開經：車站環迴路、雅翔道、柯士甸道西、廣東道、佐敦道、彌敦道、窩打老道、培正道、佛光街、常富街、何文田邨公共運輸交匯處、常富街、佛光街、忠孝街、佛光街、馬頭圍道、蕪湖街、大沽街、寶其利街、機利士南路、暢運道、漆咸道南及梳士巴利道。

### 沿線車站
| 尖沙咀碼頭開 | 尖沙咀碼頭開                 | 尖沙咀碼頭開                 | 九龍站開 | 九龍站開                     | 九龍站開                     |
| 序號         | 車站名稱                     | 位置                         | 序號     | 車站名稱                     | 位置                         |
| ------------ | ---------------------------- | ---------------------------- | -------- | ---------------------------- | ---------------------------- |
| 1            | 尖沙咀碼頭巴士總站           | 尖沙咀天星碼頭公共運輸交匯處 | 1        | 九龍站巴士總站               | 九龍站公共運輸交匯處         |
| 2            | 尖東站                       | 梳士巴利道                   | 2        | 雅翔道（環球貿易廣場）（C1） | 雅翔道                       |
| 3            | 麼地道                       | 漆咸道南                     | 3        | 上海街                       | 佐敦道                       |
| 4            | 金德大廈                     | 漆咸道南                     | 4        | 南京街（N23）                | 彌敦道                       |
| 5            | 香港理工大學                 | 暢運道                       | 5        | 文明里（N42）                | 彌敦道                       |
| 6            | 紅磡站                       | 暢運道                       | 6        | 青年會                       | 窩打老道                     |
| 7            | 機利士南路                   | 機利士南路                   | 7        | 廣華醫院                     | 窩打老道                     |
| 8            | 孖庶街                       | 蕪湖街                       | 8        | 勝利道                       | 窩打老道                     |
| 9            | 家維邨                       | 佛光街                       | 9        | 培正中學                     | 培正道                       |
| 10           | 信用街                       | 佛光街                       | 10       | 何文田                       | 何文田邨公共運輸交匯處       |
| 11           | 何文田站                     | 何文田站公共運輸交匯處       | 11       | 何文田廣場                   | 常富街                       |
| 12           | 迦密中學                     | 忠孝街                       | 12       | 迦密村街                     | 忠孝街                       |
| 13           | 愛民邨                       | 忠孝街                       | 13       | 俊民苑                       | 忠孝街                       |
| 14           | 忠民街                       | 忠孝街                       | 14       | 愛民邨                       | 愛民巴士總站                 |
| 15           | 欣圖軒                       | 忠孝街                       | 15       | 聖三一堂中學                 | 忠孝街                       |
| 16           | 何文田廣場                   | 常富街                       | 16       | 忠孝街                       | 忠孝街                       |
| 17           | 何文田                       | 何文田邨公共運輸交匯處       | 17       | 信用街                       | 佛光街                       |
| 18           | 香港都會大學                 | 佛光街                       | 18       | 民裕街                       | 馬頭圍道                     |
| 19           | 培正中學                     | 培正道                       | 19       | 寶其利街                     | 寶其利街                     |
| 20           | 何文田街                     | 窩打老道                     | 20       | 機利士南路                   | 機利士南路                   |
| 21           | 廣華醫院                     | 窩打老道                     | 21       | 紅磡站                       | 紅磡車站公共運輸交匯處       |
| 22           | 油麻地消防局                 | 窩打老道                     | 22       | 香港歷史博物館               | 暢運道                       |
| 23           | 加士居道（S38）              | 彌敦道                       | 23       | 香港科學館                   | 漆咸道南                     |
| 24           | 吳松街                       | 佐敦道                       | 24       | 麼地道                       | 漆咸道南                     |
| 25           | 炮台街                       | 佐敦道                       | 25       | 尖東站                       | 梳士巴利道                   |
| 26           | 雅翔道（西區海底隧道）（D1） | 雅翔道                       | 26       | 尖沙咀碼頭巴士總站           | 尖沙咀天星碼頭公共運輸交匯處 |
| 27           | 九龍站巴士總站               | 九龍站公共運輸交匯處         |          |                              |                              |

## 使用狀況
九巴8號線是一條主要服務油尖旺、何文田和紅磡的路線，但此線在何文田和尖沙咀之間和同編號小巴系列路線重疊，雖然小巴車費較高，但由於小巴較快捷，班次也較頻密，因此本綫被小巴搶去不少客源，只有小巴客滿時，本線才能維持客源。另外，由於本綫途經不少中、小學校及高等院校（如香港公開大學、香港理工大學及其宿舍），因此本線在學校假期（如暑假、聖誕假期）時，客量會明顯減少，部分班次載客率更只有10%。
九巴8號線的路線以京士柏為中心環繞途經油尖旺、何文田和紅磡等地，因為何文田位處九龍的高地，並有不少公共屋邨、私人住宅和學校，所以九巴8號線成為當地居民和學生來往油麻地、尖沙咀、旺角和紅磡的主要巴士路線，並以短途乘搭為主。另一方面，九巴8號須與來往旺角的小巴競爭，因為小巴來往旺角的班次遠比九巴的服務密集，而九巴卻經常脫班，但何文田來往油麻地和佐敦一帶的公共交通路線依然為九巴8號線所獨佔，而且又行經九龍的繁華區域，所以總體客量也不低。
根據配合觀塘綫延綫通車的公共交通服務重組計劃最新安排的數據顯示，此路線於港鐵觀塘綫延綫通車後，最繁忙半小時平均載客率由2016年1月至3月的67.5%下降至61.1%，九巴於2017年1月14日調整班次時削減一輛巴士。

## 「白板」最後服務日
在「白板」（九巴非低地台巴士）最後行走當日（2017年7月6日），廠方派出九巴當時僅餘的最後一輛「短龍」（ADS235／JD4215）行走該路線。當天下午3時許便有巴士迷在尖沙咀碼頭巴士總站排隊守候乘搭。由於人數眾多，九巴另設「吿別白色空調巴士」排隊線，更一度「截龍」。最後的非低地台巴士班次於20:00由尖沙咀碼頭開出，現場有多達250名巴士迷在場送別。當晚派出最後「白板」（丹尼士巨龍）（ADS235／JD4215）行走該路線，由於送別人數達到過千人，所以該班次延遲至大約20:15才開出，該車晚上20:45左右抵達九龍站巴士總站後，九巴實現全線車隊低地台化，同時亦為丹尼士巨龍在香港35年的服務生涯正式劃上完美句號。

## 特別免費服務
因應港鐵於同年7月28日於油麻地站進行大修，觀塘綫太子站至何文田站段服務將暫停一天。因此，九巴8號線當天將於油麻地至何文田各站，提供特別免費服務。

## 圖集

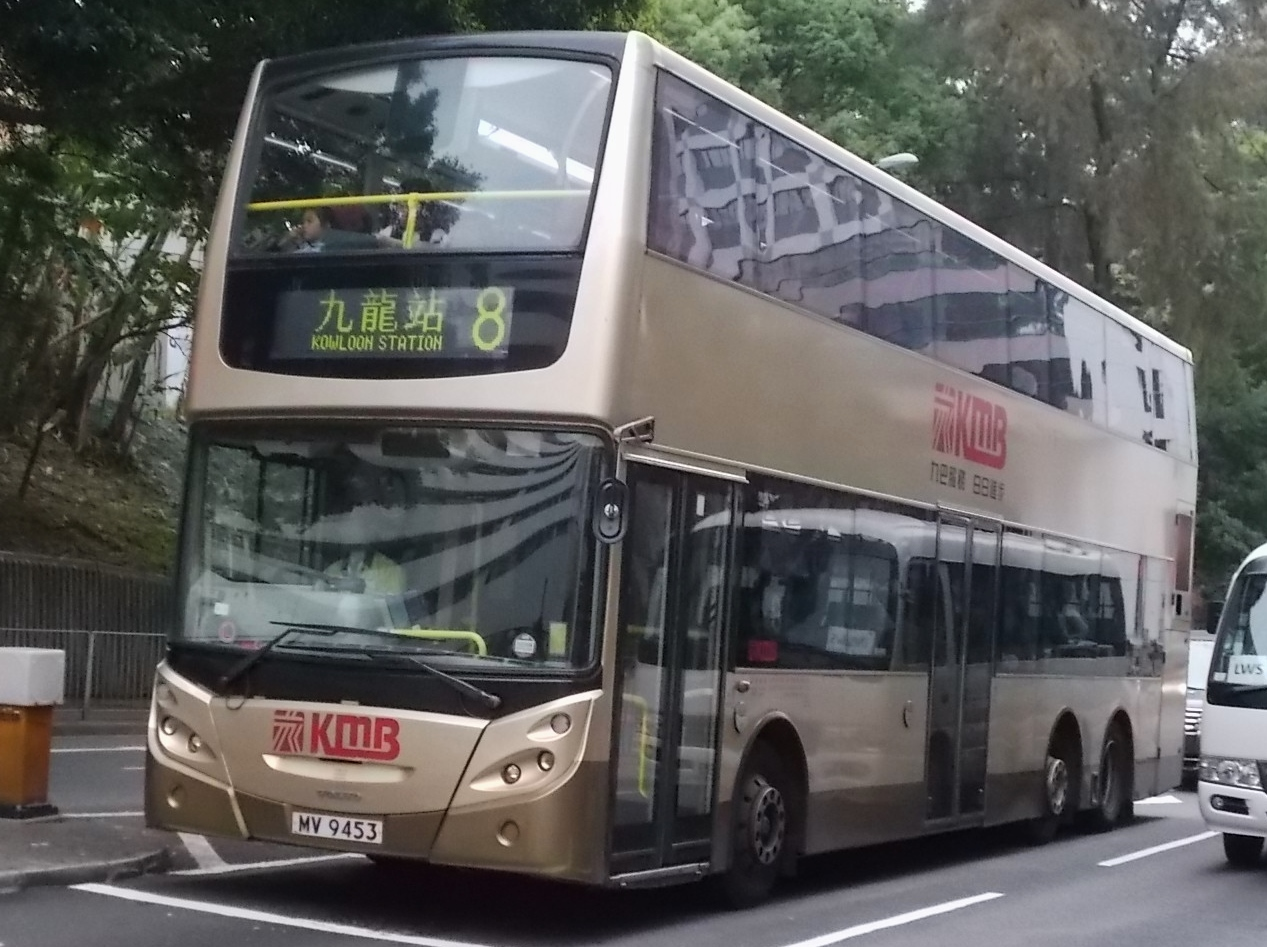
九龍巴士8線途經何文田
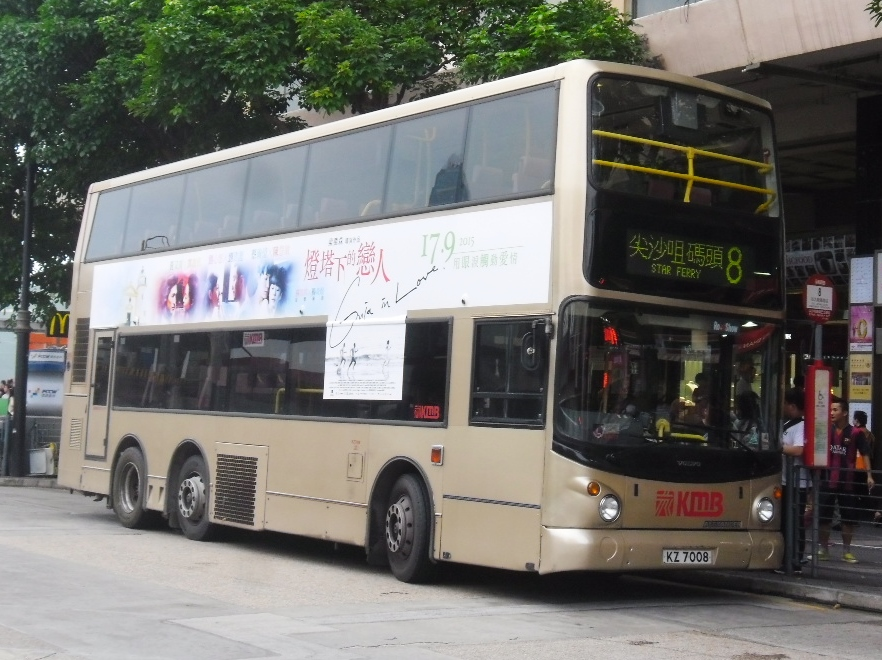
8路線的總站是尖沙咀碼頭
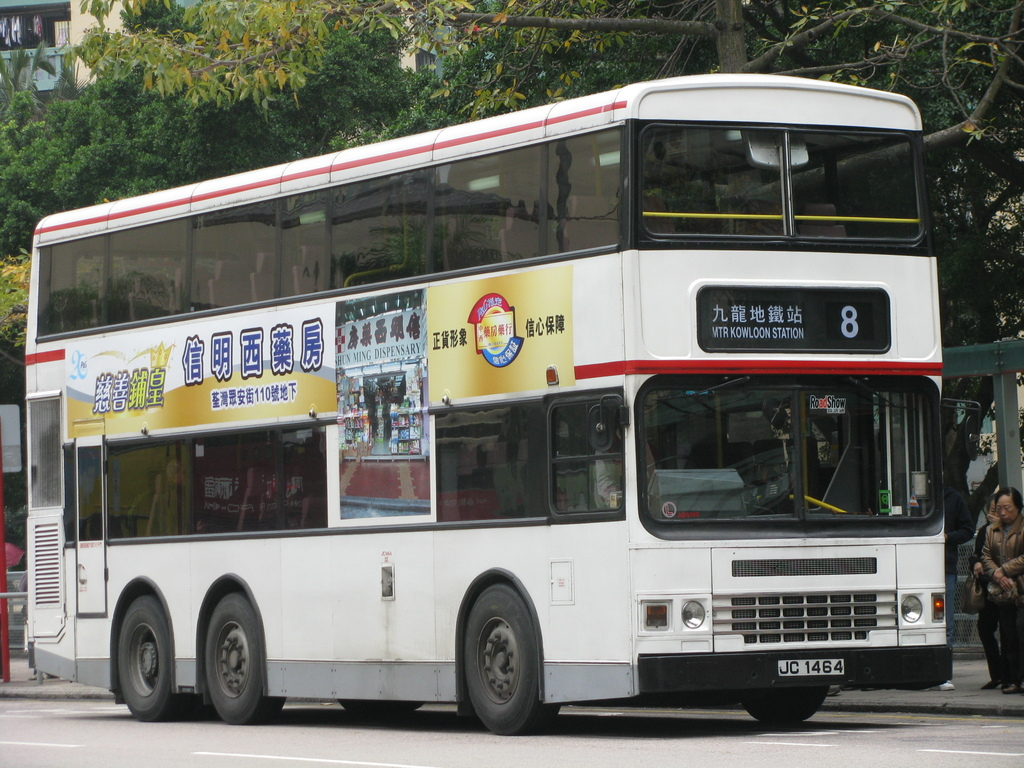
8路線的非低地台巴士用車
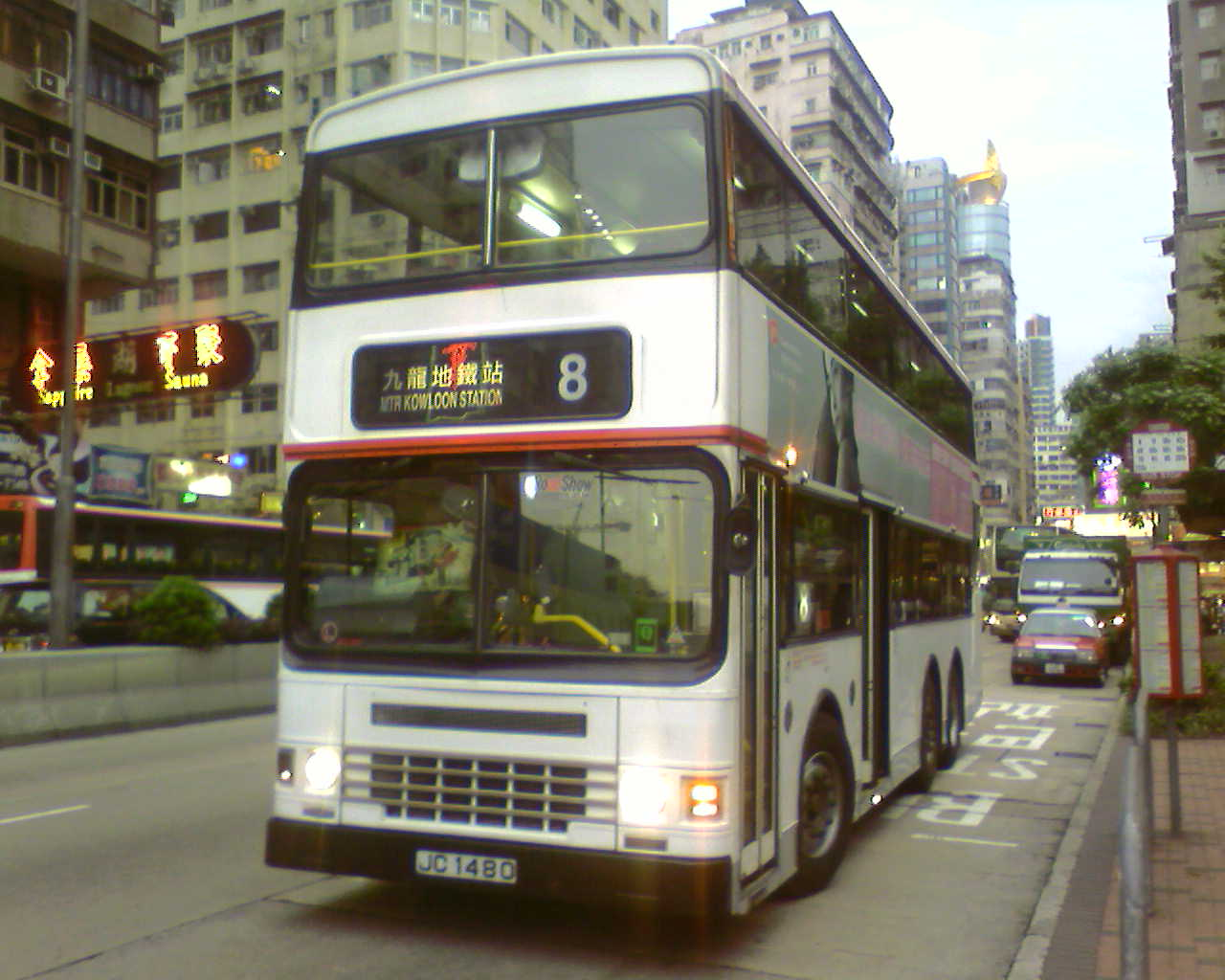
九龍巴士8路線
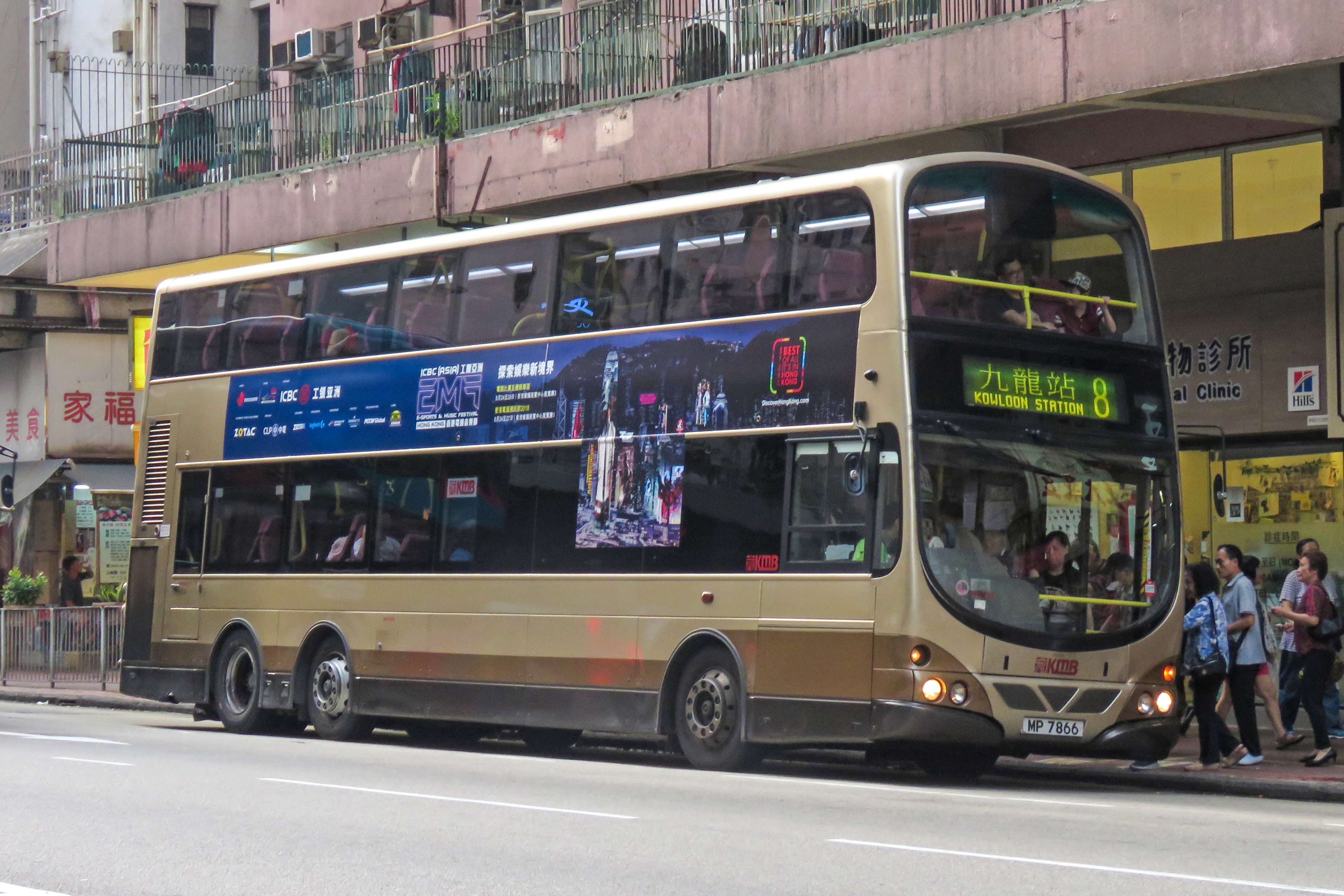
8路線在蕪湖街

## 外部連結
- 九巴8號線官方網站路線資料 （页面存档备份，存于）
- 香港巴士大典：九巴8號線 （页面存档备份，存于）